# أوتو جميلين
أوتو جميلين Otto Gmelin (ولد في 17 سبتمبر 1886 في كارلسروهه – ومات في 22 نوفمبر 1940 في بينسبرج) كان أديبا ألمانيا وعضوا في دائرة شعراء بامبرج.

## حياته
ينحدر أوتو فرانتس جميلين من عائلة شفابية نبغت في العلم. كان أخوه هيلموت جميلين مخرجا.
درس الرياضيات والفلسفة والفيزياء في كارلسروهه وهايدلبرج. وبعد أن أنهى فترة ترشيح لمهنة التدريس Lehramtskandidatszeit في عامي 1911 و 1912 أقام في المكسيك حتى عام 1914، حيث عمل مربيا لدى عائلة ألمانية هناك. وكان يعمل في الحكومة في بادن معلما وتم تسريحه بناء على طلب خاص منه في عام 1914.
وفي بداية الحرب العالمية الأولى تطوع في الجيش لكنه ما لبث أن استبعد من الخدمة العسكرية لأسباب صحية. حصل في عام 1917 على درجة دكتوراه الفسلفة في هايدلبرج في الرياضيات. وفي تلك السنة عين مستشارا مدرسيا في مدرسة ثانوية في زولينجن فالد. تفرغ للكتابة المستقلة في عام 1936 في بينسبرج قرب كولونيا.
ألف أوتو جميلين بوجه خاص روايات وقصصا تاريخية تدور في عصر هجرة الشعوب والعصور الوسطى. وبفضل رؤاه الشعبية والمعادية للديمقراطية وجد التشجيع من رجال الحكم في الرايخ الثالث رغم أنه لم يكن من الاشتراكيين القوميين. وفي سنوات عمره الأخيرة اقتصر عمله الأدبي على نشر كتب الذكريات والرحلات.

## من أعماله
- تيموجين سيد الأرض 1925
- الرايخ الجديد 1930
- الصيف مع كورديليا 1932
- الربيع في ألمانيا 1933
- حملة الجرمان 1934
- التاج في الجنوب 1936
- الملكة الشابة 1936
- نداء من الرايخ 1936
- منزل الأحلام 1937
- حول جوهر الأدب Über das Wesen der Dichtung 1939
- رحلات إيطالية 1940
- أحاديث في المساء 1941
- الزجاج الأخضر 1942

كتب من تحريره
- يوهان جيورج جميلين 1911
- كورس الأصدقاء 1939